# ザ・グリード
『ザ・グリード』（原題：Deep Rising）は、1998年に公開されたアメリカのSFホラー映画。監督はスティーブン・ソマーズ、主演はトリート・ウィリアムズ。

## 概要
登場人物がほぼ犯罪者なのが本作の特徴で、テロリスト集団が3000人の乗客を乗せた豪華客船アルゴノーティカ号を占拠すると乗客が突然失踪し、その元凶である触手を持つ巨大生物から思わぬ返り討ちに遭うという物語が展開される。
監督と脚本は『ハムナプトラ/失われた砂漠の都』に先駆けてスティーブン・ソマーズが担当した。主人公はトリート・ウィリアムズ、ヒロインはファムケ・ヤンセンがそれぞれ演じたが、前者はハリソン・フォードへの出演依頼が断られたため、後者はクレア・フォーラニが撮影開始後まもなくソマーズと衝突して降板したため、それぞれ後任になったとの経緯がある。

## ストーリー
3,000人を乗せた豪華客船アルゴノーティカ号は南シナ海を処女航海中、船内のシステム制御室に侵入した“何者か”の手により突如航行不能に陥ってしまう。その直後、船は海中より現れた謎の巨大生物に襲われ、大勢の乗客と乗組員は瞬く間に船内からその痕跡を消した。
同じ頃、密輸業者のジョン・フィネガンら一行の乗った「密輸船サイパン号」は、依頼主である武装した傭兵グループと極秘の積荷を乗せて現場付近の海域を航行していたが、不運にも暴風雨の海上を漂流していたモーターボートと衝突し、船体に大きな損傷を負ってしまう。突然のアクシデントに立ち往生したフィネガンたちは、やがて近隣の海上で偶然にもアルゴノーティカ号を発見するが、その直後にサイパン号は同乗していた傭兵たちに乗っ取られてしまう。彼らはアルゴノーティカ号のシージャックを目論んでいたのだ。やむなくフィネガンたちは傭兵たちに従い、共にアルゴノーティカ号へと乗り込む。
ところが、3,000名の乗客がいるはずの船内には全く人影がなく、生存者は船長と船主、そして金庫に忍び込んだとして捕まった美女の3人のみ。そして、乗客消失の元凶である“何者か”がフィネガンたちに襲いかかる。

## 登場人物・キャスト
ジョン・フィネガン
演 - トリート・ウィリアムズ
密輸船サイパン号（PTボート）の船長で密輸業者。ハノーバー率いる傭兵グループに雇われ、彼らを指定の海域へと運ぶが、やがて本当の目的を知らないまま船を乗っ取られ、アルゴノーティカ号のシージャック計画に巻き込まれる。口癖は「お次はなんだ？」。
容赦ない怪物の襲撃に見舞われる中でも、なお冷静さを失わずに優れたリーダーシップを発揮して一行を先導する。パントゥーチから託された船のパーツを落としてしまうも、傭兵たちによって船に積み込まれていた魚雷を利用して怪物をアルゴノーティカ号ごと吹き飛ばす作戦を思い付く。
反動の強い、中国製のM1L1トリプルパルスアサルトライフルを巧みに使いこなし、ジェットスキーで船内を疾走しつつ片手でショットガンで正確に目標を撃ち抜くなど戦闘能力は高い。また、生着替えをしたレイラの裸を見ても冷静に「いいものをみせてくれてありがとう」と言ったり、トリリアンの「脱出させてくれたら何でもあげる」という言葉に、「冷たいビールをくれ」と答えるなど粋な一面も持ち合わせる。
トリリアン・セント・ジェームズ
演 - ファムケ・ヤンセン
高級クルーズ船アルゴノーティカ号に乗客として忍び込んでいた女スリ。金庫へ盗みに入っていたところをキャントンとアサートンに発見され、身柄を拘束されていた。なおキャントンによれば、容疑は主に窃盗、強盗、公文書偽造、殺人未遂（本人曰く「元の彼氏」とのこと）などで、罪暦は逮捕6回、有罪5回。現在4か国から国際指名手配中である。
戦闘能力はさほど高くないが、フィネガンを襲う怪物に自らハンドガンで接近しながら果敢に立ち向かう場面があった他、信号拳銃を突きつけるキャントンにも強気の姿勢を見せた。周囲が自分をただの女として見ていない中、終始紳士的な扱いをしてくれたフィネガンに恋心を抱き、アルゴノーティカ号からの脱出後、ラストで一緒に無人島にたどり着いた時には、脱出成功の報酬をビールからキスに格上げした。
サイモン・キャントン
演 - アンソニー・ヒールド
豪華客船アルゴノーティカ号の船主。全財産を投じて自身の長年の夢であった船を手に入れたが、当初の想定よりも建造費と維持費が大幅にかさみ、運賃だけではコストを賄いきれず、資金繰りに苦しんだことから、保険金目的でアルゴノーティカ号のシージャック計画を画策する。
「乗客たちを殺すほど冷酷じゃない」と自称していたが、地図を持っていたモリガンがいなくなった途端、一行を裏切って嘘の脱出経路を教え、自分1人だけで逃げ出そうとする。さらに、終盤にはトリリアンに信号拳銃を突きつけて脅しジェットスキーのキーを奪い取ろうとした（その際、序盤でヴィーヴォを間違いとはいえ斧で殺害したにもかかわらず、「私は人を殺したことがない」などと平然と言い放っている）。だが、そこに現れたフィネガンによって銃撃で追いたてられ、なすすべもなく逃走する。その後、フィネガンの計画を全く知らないまま、出航したサイパン号に飛び乗りて左脚を骨折する重傷を負う。それでも、足を引きずりながら勝ち誇った笑みを浮かべて操縦桿を握るも、自動操縦を解除できずアルゴノーティカ号に突っ込み、魚雷の爆発に巻き込まれて死亡した。
ジョーイ・パントゥーチ
演 - ケヴィン・J・オコナー
サイパン号の乗組員で整備士。フィネガンの相棒。レイラとは両想いの仲にあり、彼女の死を知った際には作業を続けながらすすり泣いた。傭兵たちの積荷を勝手に物色するなど手癖が悪い。
戦闘能力は皆無で、M1L1の反動を抑えきれないどころか撃ち方すらろくにわかっておらず、おまけに、タイマー式の手榴弾を起動しないまま投げてしまい、ハノーバーから間抜け呼ばわりされた。
ハノーバーと共に必死に怪物から逃げていたが、彼に足を撃たれ囮として利用される。その後、命からがら逃げ込んだ場所で、怪物に食われかけのハノーバーと遭遇し、彼に自決用として銃を渡した（なお、その銃はハノーバーがパントゥーチに向けて撃った1発を最後に弾切れとなり、ハノーバーは生きたまま捕食された）。
終盤で怪物に襲われて死亡したかに思われたが、実は海に飛び込んで生存しており、爆発するアルゴノーティカ号から偶然吹き飛んできたサーフボードを使ってフィネガンとトリリアンが上陸した島にたどり着いた。
ハノーバー
演 - ウェス・ステュディ
傭兵グループのリーダー。キャントンとの裏取引で豪華客船アルゴノーティカ号のシージャックを実行する。無骨で冷酷非情な性格。
最初はマムーリとT-レイを殺したのはフィネガンだと疑っていたが、怪物の襲撃に際し足元に落ちていた銃を彼に渡し、生存のために共闘するなど柔軟な一面も見せる。その一方で、怪物から逃れるためにパントゥーチを犠牲にしようとする残忍さも表す。
パントゥーチが逃げ込んだ先で下半身を怪物に飲み込まれ、両腕の力だけでかろうじて耐えている状態で発見される。パントゥーチに渡された銃で彼を撃とうとするも命中せず、さらに弾切れとなってしまったために、生きたまま悲鳴を上げて捕食される。
H・W・アサートン
演 - デリック・オコナー
アルゴノーティカ号の船長。作中で唯一犯罪に一切手を染めていない堅気。キャントンが保険金目当てでシージャックを企んでいたことを知った時は、彼に激怒していた。テレビ版では当初キャントンさんと呼んでいたが、保険金目当てに3000人もの無関係な人間を巻き込んで、わざと船を沈没させようとしていたことを知ってからは呼び捨ての吹き替えに変わった。
脱出する途中で通路の下の怪物から足に噛みつかれ、必死に抵抗していたところにフィネガンとトリリアンが駆けつけるもあえなく怪物に生きたまま捕食される。
モリガン
演 - ジェイソン・フレミング
傭兵。電子機器の操作担当で小心者。メイスンが死んだ際には取り乱し、厨房に立て籠ることを提案。出ていこうとするフィネガンとハノーバーに銃を向けてまで制止しようとするが、フィネガンからタコがコルク栓を開けてビンの中の魚を取り出す例え話を交えて説得される。
その後、レンジフードから侵入した怪物に狙われ、他の生存者たちが逃げる中で決死の覚悟で銃を乱射。その結果、厨房のガスコンロを点火させて怪物を撃退し安堵するも、その直後、振り向いた先にいた別の触手によって生きたまま捕食される。
マムーリ
演 - クリフ・カーティス
傭兵。女とセックスすることしか頭にない好色家。
突然T-レイがいなくなったことでフィネガンたちを疑うも、足元にいた怪物に捕まり、水中を散々引きずり回された挙句に連れ去られて捕食された。
メイスン
演 - クリフトン・パウエル
黒人の傭兵。仕切り屋でグループのサブリーダー的存在。気性が荒く、自分たちの積荷を覗いたパントゥーチの殺害にいち早く賛成していた。今まで怖いもの知らずで生きていたらしく、怪物に襲撃されてからは「生まれて初めてブルってる」と恐怖していることを吐露した。
フィネガン一行の中ではしんがりを務め、作中中盤に襲ってきた怪物を撃退して水中へ飛び込み、一行と合流しようとするも、追いかけてきた怪物に襲われてしまい手榴弾で自爆する。
T-レイ・ジョーンズ（地上波版：レイ・ジョーンズ）
演 - トレヴァー・ゴダード
オーストラリア出身の傭兵。怪力の持ち主で短気な性格だが、船酔いには弱い。傭兵グループで唯一フルネームが明かされている。
船内に何者かの気配を感じ、後を追って単独行動をとり、目の前に突如出現した怪物の姿に思わず動揺している間に、水中に引きずり込まれて捕食される。傭兵グループ最初の犠牲者。
ヴィーボ
演 - ジャイモン・フンスー
黒人の傭兵。強欲な守銭奴でゲテモノグルメが大好物。発破担当で爆薬の扱いに精通している。
金庫を開けた際、怪物と間違えたキャントンに斧で頭部を斬り割られて死亡する。
レイラ
演 - ウナ・デーモン
サイパン号の女性乗組員で航海士。韓国系の出身でパントゥーチの恋人。男のフィネガンの前で生着替えをしたり、傭兵たちにリンチされるパントゥーチを助けようとしないフィネガンに物申すなど大胆で強気な性格。
ビリーと共にサイパン号に残っていたが、背後から怪物に捕食され死亡する。
ビリー
演 - クリント・カーティス
傭兵。愛煙家でバックアップ兼雑務担当。
レイラと共にサイパン号に残っていたが、直接的な描写はないものの怪物に捕食される。その後、フィネガンたちの前に現れた怪物が銃撃を受けたことで、消化液で左顔面が溶解して、左側頭部からは脳が露出し、さらに右手に穴が空き骨が剥き出しになった消化途中の悲惨な状態で吐き出され、耐え難い苦痛で絶叫しながらフィネガンたちの目の前で死亡する（地上波版では吐き出された後のシーンの大半がカットされている）。なお、彼が出てくる前に、腹が膨らみ手形が浮き出た怪物のシーンが描かれている。

## オクタルス（通称・グリード）について
劇中でアルゴノーティカ号を襲った謎の巨大海洋生物。当初は古代の深海に生息する異常進化したワーム類の一種と思われていた（劇中で語られた、船主のキャントンによる仮説。キャントンたちは触手の部分しか目撃しておらず、多数の怪物が船内に侵入したと考えた）が、実際には、鋭い牙の並ぶ大きな口と、青い2つの眼を持つ本体から無数の触手を生やした、巨大なタコのような姿であり、その正体は約8億年前のカンブリア紀から生き延びて来た古代生物が、環境破壊による生態系の崩壊によって突然変異を起こした、獰猛な大型の海洋生物である。食性は肉食で、好物は主に人間と海洋生物で、触手を縦横無尽に伸ばして獲物を捕える。触手の先端には獲物を捕らえるための鋭い歯と口があり、獲物を生きたまま丸呑みにして栄養源とする（獲物は体液を完全に吸い取られた後、骨と皮だけの状態となって体外へと排泄される）。なお、触手自体は視覚を一切持たず、獲物の立てるかすかな音を頼りに狩りを行い、逃げる獲物を巧妙にたぐり寄せる。その姿だけを見ると、最も似通っている生物としては軟体動物のバンパイア・スクイードが挙げられる。また劇中ではフィネガンが魚が入った瓶を開けるタコの例え話をするなど全体的なモチーフはタコとされる。
普段は南シナ海の海底に生息しているが、空腹になると餌を求めて海面に浮上し、獲物を捕食する。人間は900年以上も前から襲い続けているらしく、住処に破壊された沈没船の残骸や魚の骨などが無数に散乱している様子がオープニングで確認できる。
弱点は火であり、劇中では傭兵たちの使用した手榴弾により触手が破壊され、さらに本体もアルゴノーティカ号の爆発により一瞬にして木っ端微塵となり死亡した。銃器類では、触手を攻撃することによって、怯ませたり、破壊したりすることは可能であるが本体にダメージを与えられない。銃で本体にダメージを与えるには、急所である本体の眼球を銃撃するしかない。
なお、タイトル及びオクタルスの通称となっている「グリード」は日本語に訳すと「食欲・食す・貪欲・強欲」を意味する。

## スタッフ
- 監督・脚本 - スティーブン・ソマーズ
- 総製作指揮 - バリー・ベルナルディ
- 製作 - ローレンス・マーク、ジョン・バルデッチ
- 音楽 - ジェリー・ゴールドスミス

## 日本語吹替
| 役名                           | 俳優                   | 日本語吹替                                     | 日本語吹替                                |
| 役名                           | 俳優                   | ソフト版                                       | テレビ朝日版                              |
| ------------------------------ | ---------------------- | ---------------------------------------------- | ----------------------------------------- |
| ジョン・フィネガン             | トリート・ウィリアムズ | 大塚芳忠                                       | 菅生隆之                                  |
| トリリアン・セント・ジェームズ | ファムケ・ヤンセン     | 小宮和枝                                       | 日野由利加                                |
| サイモン・キャントン           | アンソニー・ヒールド   | 山野史人                                       | 池田勝                                    |
| ジョーイ・パントゥーチ         | ケヴィン・J・オコナー  | 島田敏                                         | 檀臣幸                                    |
| ハノーバー                     | ウェス・ステュディ     | 宝亀克寿                                       | 麦人                                      |
| H・W・アサートン               | デリック・オコナー     | 千田光男                                       | 小島敏彦                                  |
| モリガン                       | ジェイソン・フレミング | 田中正彦                                       | 小野健一                                  |
| マムーリ                       | クリフ・カーティス     | 中田和宏                                       | 成田剣                                    |
| メイスン                       | クリフトン・パウエル   | 手塚秀彰                                       | 廣田行生                                  |
| T-レイ・ジョーンズ             | トレヴァー・ゴダード   | 立木文彦                                       | 中田和宏                                  |
| ヴィーボ                       | ジャイモン・フンスー   | 天田益男                                       | 田中正彦                                  |
| レイラ                         | ウナ・デーモン         | 芝原チヤコ                                     | 石塚理恵                                  |
| ビリー                         | クリント・カーティス   | 落合弘治                                       | 森川智之                                  |
| その他                         | N/A                    | 湯屋敦子 青山穣 中田雅之 村井かずさ 加納詞桂章 | 伊藤栄次 横尾博之 深水由美 藤原美央子     |
| 日本語版制作スタッフ           |                        |                                                |                                           |
| 演出                           | 演出                   | 蕨南勝之                                       | 松川陸                                    |
| 翻訳                           | 翻訳                   | 岡田壯平（字幕） 武満眞樹（吹替）              | 平田勝茂                                  |
| 調整                           | 調整                   | 高橋慶美                                       | 荒井孝                                    |
| 効果                           | 効果                   |                                                | 南部満治                                  |
| 担当                           | 担当                   | 吉富孝明                                       |                                           |
| 制作                           | 制作                   | ニュージャパンフィルム                         | ニュージャパンフィルム                    |
| 初回放送                       | 初回放送               |                                                | 2000年3月5日 『日曜洋画劇場』 21:00-22:54 |

- テレビ朝日版：ムービープラス、BSジャパンでも放送、また2023年4月13日の『午後のロードショー』（テレビ東京）でも放送。

## 地上波放送履歴
| 回数   | テレビ局   | 番組名             | 放送日         | 吹替版       |
| ------ | ---------- | ------------------ | -------------- | ------------ |
| 初回   | テレビ朝日 | 日曜洋画劇場       | 2000年3月5日   | テレビ朝日版 |
| 2回目  | テレビ朝日 | 日曜洋画劇場       | 2001年11月11日 | テレビ朝日版 |
| 3回目  | フジテレビ | ゴールデンシアター | 2003年5月31日  | テレビ朝日版 |
| 4回目  | テレビ東京 | 木曜洋画劇場       | 2004年11月25日 | テレビ朝日版 |
| 5回目  | 日本テレビ | 金曜ロードショー   | 2006年5月19日  | テレビ朝日版 |
| 6回目  | テレビ朝日 | 日曜洋画劇場       | 2008年1月13日  | テレビ朝日版 |
| 7回目  | テレビ東京 | 水曜シアター9      | 2009年7月22日  | テレビ朝日版 |
| 8回目  | テレビ東京 | 午後のロードショー | 2012年8月20日  | テレビ朝日版 |
| 9回目  | テレビ東京 | 午後のロードショー | 2014年9月17日  | テレビ朝日版 |
| 10回目 | テレビ東京 | 午後のロードショー | 2017年4月18日  | テレビ朝日版 |
| 11回目 | テレビ東京 | 午後のロードショー | 2023年4月13日  | テレビ朝日版 |